# Quartier des Diamantaires
 (mai 2018).
Le quartier des Diamantaires d'Anvers ou Vestingstraat d'Anvers est un quartier situé au pied de la gare d'Anvers, il est connu comme étant la plateforme mondiale du diamant. 70 % des diamants dans le monde proviennent d'Anvers, on y trouve notamment la Diamantclub van Antwerpen, la principale bourse de diamants bruts et taillés dans le monde. Ce quartier contient 1 700 entreprises de diamant, 4 500 diamantaires et plus de 10 000 habitants.
Ce quartier existe depuis le XVe siècle ; cependant, le développement du commerce et les premiers flux de diamants apparaissent en 1886.
Il y a quatre places boursières du diamant qui figurent parmi les plus importantes du monde et se situent dans ce quartier : la Beurs voor Diamanthandel, la Diamantclub van Antwerpen, la Vrije Diamanthandel et la Antwerpsche Diamantkring (en).

## Histoire
Le quartier des diamantaires d'Anvers existe depuis le XVe siècle mais les premiers flux de diamants apparaissent en 1886, au café Flora, ou se regroupent les diamantaires afin d'échanger et de vendre des diamants bruts et taillés. Puis, en 1893, les diamantaires fondent le Diamond club, premier espace de convergence des diamants dans le monde, qui occupe toujours aujourd'hui les lieux.
En 1904, la première bourse du diamant est créée, c'est la Beurs voor Diamanthandel. Le quartier prend de plus en plus d'importance dans les échanges et les flux mondiaux de diamants jusqu'à la Première Guerre mondiale qui marquera une première pause dans le développement du quartier et profitera aux Pays-Bas, restés neutres. Le gouvernement belge s'emploie donc à relancer Anvers par différentes politiques, ce qui portera ses fruits car durant la période d'entre-deux-guerres, la ville compte environ 10 000 ouvriers travaillant dans 160 tailleries.
En 1940, 26 000 juifs sont déportés d'Anvers et en 1942, l'Allemagne nazie réquisitionne les stocks de diamants, ce qui stoppe le développement du quartier dans le marché du diamant et marque de nouveau une pause dans l'économie anversoise.
Cependant, après la guerre, le quartier va connaître de nouveau une période de prospérité.
En 1973 est fondée l'Antwerp World Diamond Center à l'issue d'un partenariat entre le gouvernement belge et différents représentants de l'industrie du diamant, dans le but de protéger et de promouvoir le secteur du diamant en Belgique auprès du public. Ce centre délivre par exemple des certificats de qualité des diamants. Le quartier continue donc de prendre de l'importance.
En 2003 a lieu le vol du Diamond Center, surnommé le « casse du siècle » durant lequel environ 100 millions d'euros de diamant sont dérobés, ce qui a traumatisé le quartier. Celui ci est donc placé sous haute sécurité avec de nombreuses caméras, des barrières pour empêcher l'accès aux voitures et des patrouilles policières. D'autres raisons de cette sécurité sont l'attentat de 1981 contre une synagogue d'Anvers et plus précisément du quartier des diamantaires et l'augmentation des attentats en Europe.

## Population
Le quartier des diamantaires est un espace habité par deux communautés différentes majeures : les diamantaires juifs et les Indiens Jaïn (jaïnisme).
En effet, on[Qui ?] observe une relation étroite entre ces populations et le marché du diamant. Les diamantaires juifs sont généralement reconnaissables à leur chapeau de feutre noir. Cette communauté est la première qui trouva refuge à Anvers dès le XVe siècle, après avoir été expulsée de l'Espagne et du Portugal. Les Indiens Jaïn, eux, sont présents dans le quartier depuis les années 1970. Peu à peu, ces populations deviennent de plus en plus nombreuses. Les Indiens représentent entre 60 et 70 % des communautés présentes dans le monde du diamant. Afin de préserver leur communauté et leur prestige, ils pratiquent l'endogamie. Ainsi, depuis plusieurs décennies, les familles indiennes se marient avec d'autres familles indiennes. De plus en plus liés, l'empire et le monopole s'agrandit. La famille de diamantaires Shah est la plus connue à Anvers. Malgré leur puissance affirmée au sein du marché du diamant, les diamantaires d'origine indienne sont généralement connus pour leur simplicité. La présence d'une synagogue dans le quartier montre aussi l'importante implantation de la population juive dans ce lieu. Située face à la Bourse du diamant, la synagogue réunit près de 300 familles et s'agrandit toujours. Les victimes de l'attentat terroriste de 1981 sont commémorées par une plaque apposée face à la synagogue.

## Économie
En 1904, la Beurs voor Diamanthandel voit le jour. C'est aujourd'hui le quartier des diamantaires qui est la première place boursière des diamants taillés. Une bourse du diamant est un lieu où les diamantaires, les courtiers et les fabricants se réunissent pour acheter et vendre leurs diamants. Pourtant, tout le monde ne peut accéder à ces bourses : des règles d'adhésion sont établies. Elle siège aujourd'hui dans un bâtiment néo-classique spécialisé dans les diamants taillés, tandis que le Diamantkring voit s'échanger des diamants bruts.
Le quartier des diamantaires d'Anvers est aujourd'hui concurrencé par Tel Aviv et Bombay en raison des nombreuses délocalisations dans le secteur du diamant.
Quelques crises s'inscrivent dans la mondialisation financière comme celle de SwissLeaks en 2005. La banque HSBC a été mise en cause dans de multiples affaires de fraude fiscale et de blanchissement de « diamants de sang. » Sur les quelque 3 000 Belges cités dans les listings de propriétaires de comptes anonymes à la banque suisse HSBC Private Bank, « pas moins de 916 se déclarent liés au commerce du diamant. » Cette affaire a touché l'un des plus importants groupes anversois, Omega Diamonds, dont les trois dirigeants ont fui la Belgique après les révélations d'un ancien salarié. Le fisc a saisi au siège du groupe pour 125 millions de dollars de « diamant de sang », des diamants issus du continent africain, vendus en toute illégalité et qui alimentent de nombreux conflits, notamment en Angola ou en République démocratique du Congo.